# Hellige tre konger
Hellige tre konger (Vismændene fra Østerland eller De tre vise mænd) omtales i Det nye Testamentes Matthæusevangelium (Matt 2,1-12)
Versene 1-12 fra NT 1907
"1. Men da Jesus var født i Bethlehem i Judæa, i Kong Herodess Dage, se, da kom der vise fra Østerland til Jerusalem og sagde: 2. "Hvor er den Jødernes Konge, som er født? thi vi have set hans Stjerne i Østen og ere komne for at tilbede ham." 3. Men da Kong Herodes hørte det, blev han forfærdet, og hele Jerusalem med ham; 4. og han forsamlede alle Folkets Ypperstepræster og skriftkloge og adspurgte dem, hvor Kristus skulde fødes. 5. Og de sagde til ham: "I Bethlehem i Judæa; thi således er der skrevet ved Profeten: 6. Og du, Bethlehem i Judas Land, er ingenlunde den mindste iblandt Judas Fyrster; thi af dig skal der udgå en Fyrste, som skal vogte mit Folk Israel." 7. Da kaldte Herodes hemmeligt de vise og fik af dem nøje Besked om Tiden, da Stjernen havde ladet sig til Syne. 8. Og han sendte dem til Bethlehem og sagde: "Går hen og forhører eder nøje om Barnet; men når I have fundet det, da forkynder mig det, for at også jeg kan komme og tilbede det." 9. Men da de havde hørt Kongen, droge de bort; og se, Stjernen, som de havde set i Østen, gik foran dem, indtil den kom og stod oven over, hvor Barnet var. 10. Men da de så Stjernen, bleve de såre meget glade. 11. Og de gik ind i Huset og så Barnet med dets Moder Maria og faldt ned og tilbade det og oplode deres Gemmer og ofrede det Gaver, Guld og Røgelse og Myrra. 12. Og da de vare blevne advarede af Gud i en Drøm, at de ikke skulde vende tilbage til Herodes, droge de ad en anden Vej tilbage til deres Land. ..." (Det Nye Testamente fra 1907 hos DetNyeTestamente.dk)
Det er kun evangelisten Matthæus, som skriver om de vise mænd fra Østerland, der senere blev kaldt konger, Kasper, Melchior og Balthasar. I dansk kalkmaleri skildres de ofte. I den romanske periode (1100-1200-tallet) er de identiske, dog af forskellig alder, der overrækker deres ensartede gaver i en slags knælende stilling (knæløb). I senmiddelalderen optræder de som individuelle konger med krone på hovedet. Den ældste, Kasper, overrækker knælende et skrin med guld. Han har taget sin krone af og bærer ofte glorie. Melchior og Balthasar ser passivt til med krone på hovedet og gerne uden glorie. I Vor Frue Kirke i Aarhus er de tre gavegivere afbildet i 1510-30 klædt som storkøbmænd og ikke som som konger.
Kasper er skildret som gammel, Melchior som midaldrende mens Balthasar som den unge ofte optræder lapset og provokerende klædt fx i Helligtrekongers Kapel ved Roskilde Domkirke.

## Galleri
| - Bruegels helligtrekongersbillede, 1567. - De hellige tre konger og Herodes. Fransk glasmaleri fra 1400-tallet. - De hellige tre kongers rejse. Maleri af James Tissot fra 1894. |